# Lamar County, Alabama
Lamar County är ett administrativt område i delstaten Alabama, USA, med 14 564 invånare. Den administrativa huvudorten (county seat) är Vernon.
Countyt har fått sitt namn efter politikern och juristen Lucius Quintus Cincinnatus Lamar.

## Geografi
Enligt United States Census Bureau har countyt en total area på 1 567 km². 1 564 km² av den arean är land och 3 km² är vatten.

### Angränsande countyn
- Marion County - nord
- Fayette County - öst
- Pickens County - syd
- Lowndes County, Mississippi - sydväst
- Monroe County, Mississippi - väst